# Kurt Vespermann

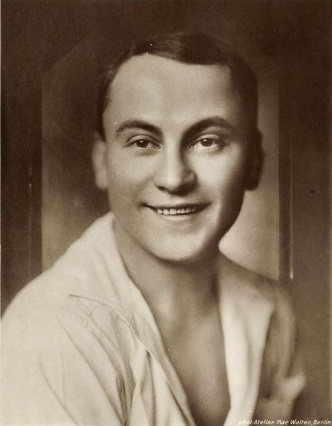
Kurt Vespermann etwa 1917

Kurt Vespermann, gebürtig Waldemar Arthur Kurt Harprecht (* 1. Mai 1887 in Kulmsee, Westpreußen; † 13. Juli 1957 in Berlin), war ein deutscher Schauspieler.

## Leben
Vespermann wurde in eine Familie hineingeboren, die traditionell im Künstler- und Theatermetier tätig war. Seine Eltern arbeiteten bei einer Wanderbühne, seine Groß- und Urgroßeltern verdienten ihren Lebensunterhalt als Theaterdirektoren oder Opernsänger. Bereits als knapp 17-jähriger verließ Vespermann die Schule in Neustrelitz und ging zum Theater. Als jugendlicher Held agierte er an einer ostpreußischen Bühne und wechselte etwa ein Jahr später wenig erfolgreich ans Celler Sommertheater. Seinen ersten großen Erfolg auf der Bühne verdankt er seinem Bruder Bruno Harprecht, der ihn 1912 an die Bühne nach Riga holte, wo er selbst als Regisseur tätig war. Vespermann spielte dort in der Nestroy-Posse Einen Jux will er sich machen. Danach arbeitete er in Theatern in Nürnberg und Dessau und wechselte 1913 zum Königlichen Schauspielhaus in Berlin.
Vespermann trat auch als Schauspieler in Stummfilmen in Erscheinung. So hatte er 1915 seine erste Filmrolle in dem Harry-Piel-Krimi Police 1111, in dem er einen reichen Sportsmann spielte. In dem vierteiligen Aufklärungs-Filmzyklus Es werde Licht! wurde er mit einer tragenden Rolle betraut. Ab da wirkte er in vielen Stummfilmen mit, in denen er wichtige Nebenrollen spielte, wie zum Beispiel die des Leutnants René Maria von Throta in Gerhard Lamprechts erster Verfilmung des Thomas-Mann-Romans Buddenbrooks (1923). Sein letzter Stummfilm war das 1929 aufgeführte Sozialstück Asphalt, das im Kleine-Leute-„Milljöh“ spielt.
Der Übergang zum Tonfilm verlief für den Schauspieler reibungslos und hatte keine negativen Auswirkungen auf seine Karriere. Seine Rollen blieben, wie schon zu Stummfilmzeiten, Nebenrollen jeglicher Couleur. 1933 spielte er mit Brigitte Helm, Gustaf Gründgens und Wolfgang Liebeneiner in der Filmkomödie Die schönen Tage von Aranjuez.
Nach dem Krieg war er von 1945 bis 1949 Ensemblemitglied am Theater in der Kaiserallee und danach einige Zeit am Renaissance-Theater in Berlin, wo er jeweils mit beliebten Kollegen der damaligen Zeit zusammen auf der Bühne stand.
Nach Kriegsende folgten eine Reihe von Altersrollen, die ihn vor allem in den 1950er Jahren noch einmal bekannt machten. So spielte er 1953 an der Seite der seinerzeit sehr beliebten Schauspieler Dieter Borsche und Ruth Leuwerik in der Thomas-Mann-Verfilmung Königliche Hoheit den Finanzminister oder trat in der Literaturverfilmung Die sieben Kleider der Katrin an der Seite von Sonja Ziemann als Ehemann von Käthe Haack auf. In der Gerhart-Hauptmann-Verfilmung Vor Sonnenuntergang von 1956 spielte er an der Seite von Hans Albers dessen Fahrer. 1957 stellte er in der Verwechslungskomödie Viktor und Viktoria, in der Johanna von Koczian die Hauptrolle spielte, einen Theaterdirektor dar. Seinen letzten Auftritt vor einer Filmkamera hatte Vespermann 1957 in Veit Harlans Skandalfilm Anders als du und ich (§ 175). Der Schauspieler war auch für den Hörfunk tätig und lieh seine Stimme amerikanischen Kollegen wie beispielsweise Will Geer.

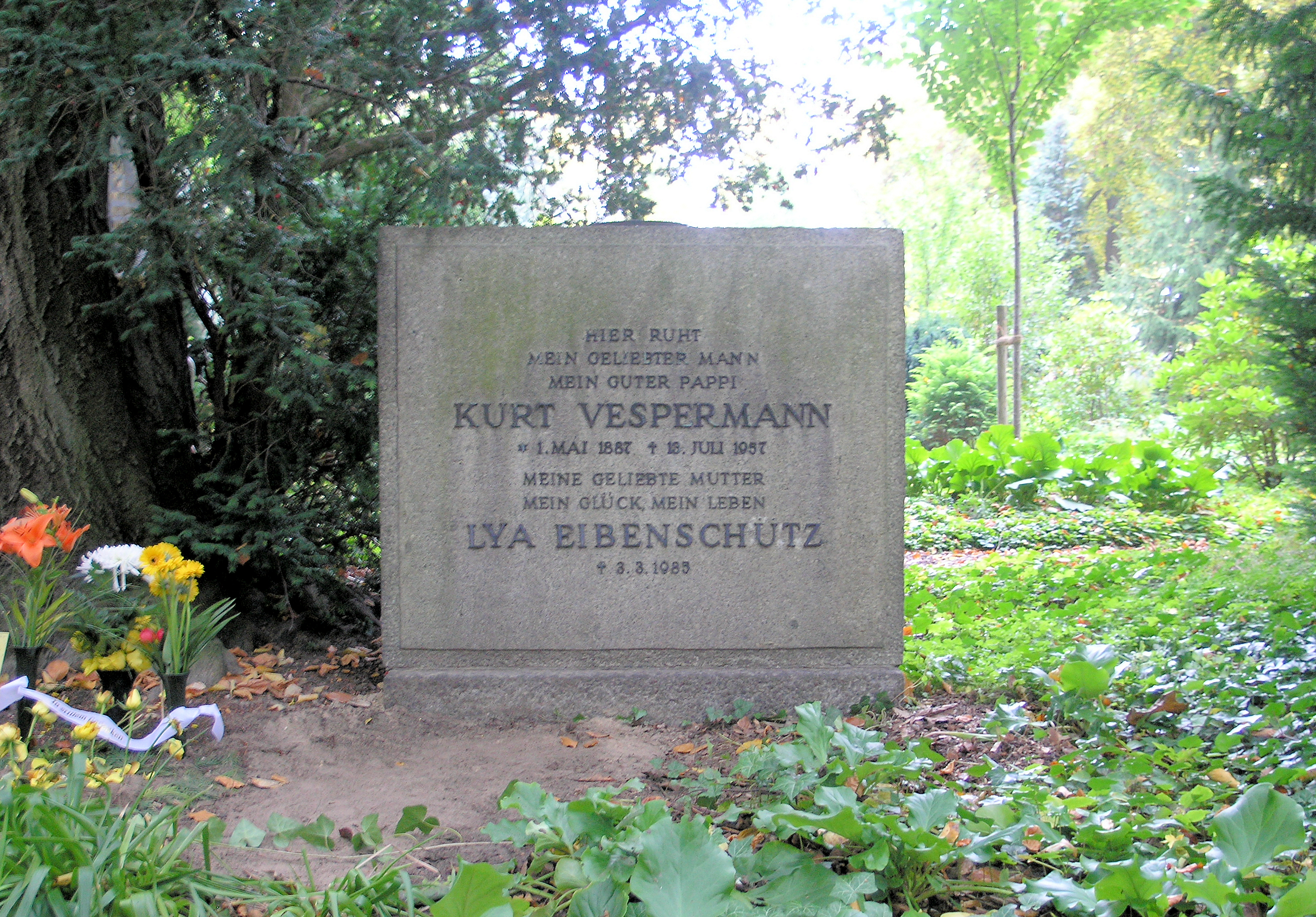
Grabstätte, Fürstenbrunner Weg 65–67, in Berlin-Westend

Für seine Leistungen wurde Vespermann 1953 mit dem Bundesverdienstkreuz 1. Klasse geehrt. Der Schauspieler war seit 1924 mit der Schauspielerin Lia Eibenschütz verheiratet. Das Ehepaar hatte den gemeinsamen Sohn Gerd Vespermann (* 1930), der, die Familientradition fortsetzend, den Beruf des Schauspielers ausübte.
Der im Alter von 70 Jahren verstorbene Kurt Vespermann wurde auf dem Kaiser-Wilhelm-Gedächtnis-Friedhof in Berlin beigesetzt.

### Ehrungen
- 1953: Verdienstkreuz (Steckkreuz) der Bundesrepublik Deutschland

## Filmografie (Auswahl)
- 1915: Police Nr. 1111
- 1915: Im Feuer der Schiffskanonen
- 1916: Stolz weht die Flagge schwarz-weiß-rot
- 1916: Elses letzter Hauslehrer
- 1916: Schwert und Herd
- 1917: Es werde Licht!, 1. Teil
- 1917: Königliche Bettler
- 1917: Der Antiquar von Straßburg
- 1917: Die Sühne
- 1917: Durchlaucht Hypochonder
- 1918: Die Liebe der Maria Bonde
- 1918: Auf Probe gestellt
- 1918: Es werde Licht!, 4. Teil: Sündige Mütter
- 1918: Das Geschlecht derer von Ringwall
- 1919: Die Siebzehnjährigen
- 1920: Der Todfeind
- 1920: Der Schädel der Pharaonentochter
- 1921: Die schwarze Schmach
- 1922: Felicitas Grolandin
- 1923: Der Geisterseher
- 1923: Tragödie der Liebe
- 1923: Buddenbrooks
- 1925: Sündenbabel
- 1925: Leidenschaft
- 1925: Der Herr Generaldirektor
- 1926: Die dritte Eskadron
- 1926: Das Gasthaus zur Ehe
- 1926: Der Stolz der Kompanie
- 1926: Der Mann im Feuer
- 1927: Der Bettelstudent
- 1927: Die drei Niemandskinder
- 1927: Die indiskrete Frau
- 1928: Die Dame in Schwarz
- 1928: Eva in Seide
- 1928: Ein Mädel mit Temperament
- 1929: Asphalt
- 1929: Trust der Diebe
- 1929: Was eine Frau im Frühling träumt
- 1929: Die Flucht vor der Liebe
- 1929: Der Günstling von Schönbrunn
- 1929: Das Land ohne Frauen
- 1930: Pension Schöller
- 1931: Ronny
- 1932: Das schöne Abenteuer
- 1932: Wie sag’ ich’s meinem Mann?
- 1932: Die Abenteuer der Thea Roland
- 1932: Schuß im Morgengrauen
- 1933: Salon Dora Green
- 1933: Die schönen Tage von Aranjuez
- 1933: Konjunkturritter
- 1934: Die Welt ohne Maske
- 1935: Wer wagt – gewinnt
- 1935: Buchhalter Schnabel (Ein junger Herr aus Oxford )
- 1936: Der Kurier des Zaren
- 1939: Es war eine rauschende Ballnacht
- 1939: Parkstraße 13
- 1940: Der scheinheilige Florian
- 1941: Der Gasmann
- 1941: Am Abend auf der Heide
- 1943/47: Jan und die Schwindlerin
- 1944: Familie Buchholz
- 1944: Neigungsehe
- 1945: Sag’ die Wahrheit (unvollendet)
- 1945: Shiva und die Galgenblume (unvollendet)
- 1951: Es geht nicht ohne Gisela
- 1951: Unschuld in tausend Nöten
- 1951: Schwarze Augen
- 1952: Der Fürst von Pappenheim
- 1953: Die Kaiserin von China
- 1953: Die Rose von Stambul
- 1953: Königliche Hoheit
- 1953: Vati macht Dummheiten
- 1954: Die sieben Kleider der Katrin
- 1954: An jedem Finger zehn
- 1954: Glückliche Reise
- 1955: Reifende Jugend
- 1955: Wunschkonzert
- 1955: Sohn ohne Heimat
- 1956: Meine 16 Söhne
- 1956: Heidemelodie
- 1956: Vor Sonnenuntergang
- 1956: … wie einst Lili Marleen
- 1956: Solange noch die Rosen blühn
- 1956: Keiner stirbt leicht (Fernsehspiel)
- 1957: Jede Nacht in einem anderen Bett
- 1957: Viktor und Viktoria
- 1957: Anders als du und ich (§ 175)

## Theater
- 1940: Ernst Friese / Karl Felmar: Der Mann in der Wanne – Regie: Rudolf Koch-Riehl (Theater am Schiffbauerdamm)
- 1946: Karl Sloboda: Am Teetisch – Regie: Hanns Farenburg (Theater in der Kaiserallee Berlin)
- 1946: William Shakespeare: Ein Sommernachtstraum (Zettel) – Regie: Hans Carl Müller (Komödie am Kurfürstendamm Berlin)
- 1948: Oscar Wilde: Lady Windermeres Fächer (Lord Augustus) – Regie? (Renaissance-Theater Berlin)
- 1949: François Mauriac: Asmodée – Regie: Rochus Gliese (Renaissance-Theater Berlin)
- 1949: Henrik Ibsen: Die Wildente (Leutnant Ekdal) – Regie: Kurt Raeck (Renaissance-Theater Berlin)
- 1950: Elmer Rice: Das träumende Mädchen (Vater) – Regie: Georg Hurdalek (Renaissance-Theater Berlin)
- 1950: Theo Lingen: Theophanes (Haushofmeister) – Regie: Theo Lingen (Renaissance-Theater Berlin)
- 1950: Ladislas Fodor: Gericht bei Nacht (Pontius Pilatus) – Regie: ? (Renaissance-Theater Berlin)
- 1951: Wilhelm Jacoby/Carl Laufs: Pension Schöller (Schöller) – Regie: Kurt Raeck (Renaissance-Theater Berlin)
- 1952: Jean Guitton: Zu viel Liebe (Blumenspritzer) – Regie: ? (Renaissance-Theater Berlin)
- 1954: Franz und Paul von Schönthan:  Der Raub der Sabinerinnen – Regie: Valérie von Martens (Renaissance-Theater Berlin)
- 1955: Sacha Guitry: Nicht zuhören, meine Damen – Regie: Kurt Raeck (Renaissance-Theater Berlin)
- 1955: Christof Schulz-Gellen: Mama Nicole – Regie: Erik Ode (Renaissance-Theater Berlin)
- 1955: Klaus Hubalek: Herr Nachtigall – Regie: Falk Harnack (Komödie Berlin)
- 1957: Robert Maugham: Halluzinationen – Regie: Kurt Raeck (Renaissance-Theater Berlin)